# Częstochowa Raków
Częstochowa Raków – przystanek kolejowy w dzielnicy Częstochowy, Rakowie, w Polsce. Na przystanku zatrzymują się pociągi osobowe oraz przyspieszone. Od 2013 roku czynny jest tam biletomat, który ma zastępować nieczynne kasy.

## Ruch pasażerski[1]
| Rok  | Wymiana pasażerska na dobę | Miejsce w Polsce |
| ---- | -------------------------- | ---------------- |
| 2017 | 300-499                    | bd.              |
| 2018 | 300-499                    | bd.              |
| 2019 | 300-499                    | 539.             |
| 2020 | 300-499                    | 411.             |
| 2021 | 500-699                    | 359.             |
| 2022 | 700-999                    | 378.             |
| 2023 | 700-999                    | 393.             |
| 2024 | 700-999                    | 387.             |

## Modernizacja
W 2018 rozpoczęła się przebudowa linii kolejowej nr 1 na odcinku Częstochowa - Zawiercie, która zakładała m.in. przebudowę przystanku Częstochowa Raków: od nowa postawiono i podwyższono perony, zbudowano windy dla osób niepełnosprawnych, wyremontowano też przejście podziemne.

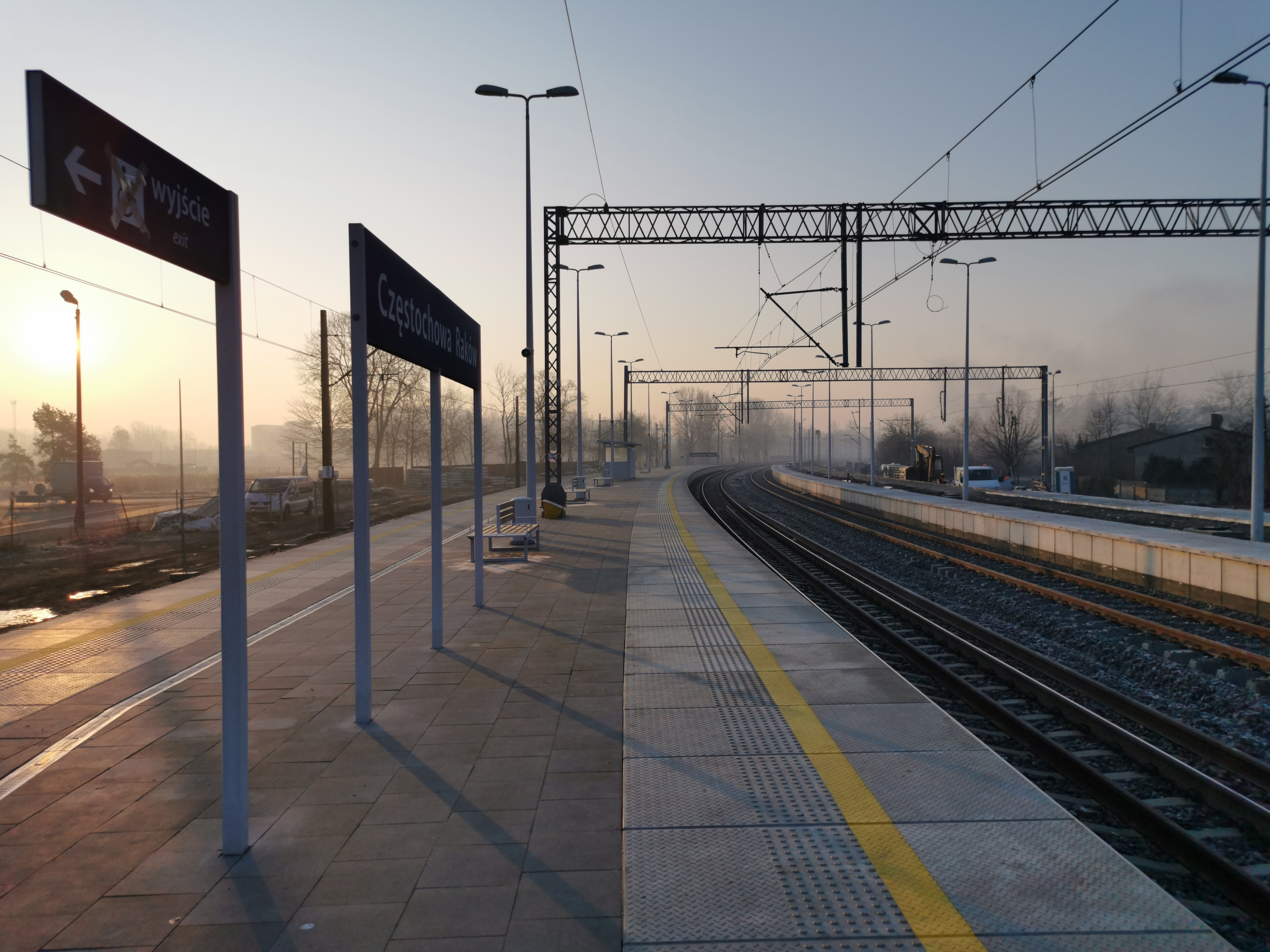
Peron 2 w trakcie przebudowy linii kolejowej nr 1 na odcinku Częstochowa - Zawiercie (2020).

## Połączenia
- Koleje Śląskie (Os, OsP) do Bielska-Białej, Gliwic, Katowic, Wisły, Zawiercia, Żywca i Zwardonia.
- Polregio (R) do Kielc